# سيمون هيل
سيمون هيل (بالإنجليزية: Simon Hill)‏ هو كاتب أغاني وطبال بريطاني، ولد في 25 فبراير 1969.